# Gordon Lightfoot
Gordon Meredith Lightfoot (Orillia, 17 november 1938 – Toronto, 1 mei 2023) was een Canadese folkzanger, componist en tekstschrijver.

## Biografie
Gordon Lightfoot is de zoon van Gordon Meredith Lightfoot Sr. en Jessica Lightfoot. In de jaren '50 volgde hij de muziekschool in Hollywood in Californië. Hij keerde terug naar Canada in de jaren '60 en trad op in koffiehuizen in Toronto. In 1966 bracht hij zijn debuutalbum uit: Lightfoot!. In die periode was hij meer bekend als songwriter, en artiesten als Johnny Cash en Elvis Presley namen zijn nummers op. Een bekend nummer van hem uit die tijd is bijvoorbeeld Early morning rain.
In 1972 verscheen het nummer Alberta Bound op het album Don Quixote, geïnspireerd op een tienermeisje dat hij een jaar eerder had ontmoet in de bus naar Calgary. 
Lightfoot is een van de eerste Canadese popzangers die in eigen land beroemd werd zonder daarvoor te hoeven verhuizen naar de Verenigde Staten. Maar ook in de VS boekte hij successen, onder andere met Sundown halverwege 1974. Bijna twee jaar later volgde de onverwachte hit Wreck of the "Edmund Fitzgerald", over het verongelukken van de bemanning van een gezonken ertscarrier op Lake Superior. Beide hits zijn nog altijd populaire nummers op radiostations die "classic rock" draaien.
Het nummer If You Could Read My Mind werd ook gebruikt als muziek in de film 54 uit 1998 over de bekende discotheek Studio 54.
In 2002 lag Lightfoot na inwendige bloedingen korte tijd in coma. Hij kwam terug in de muziekindustrie met het album Harmony en hij trad ook op in Canadian Idol.
Lightfoot heeft 15 Juno Awards gekregen en is vijf keer genomineerd geweest voor een Grammy Award. Hij is opgenomen in zowel de Canadian Music Hall of Fame als de Canadian Country Music Hall of Fame. In mei 2003 kreeg hij de Orde van Canada, 's lands hoogste onderscheiding. Lightfoot is ook lid van de Orde van Ontario, de hoogste eer in die provincie van Canada.
Op 1 mei 2023 overleed Lightfoot op 84-jarige leeftijd in een ziekenhuis in Toronto. De doodsoorzaak was niet direct bekend.

## Discografie
- 1962 Two Tones At The Village Corner
- 1964 The Canadian Talent Library
- 1966 Lightfoot!
- 1967 The Way I Feel
- 1968 Did She Mention My Name
- 1968 Back Here on Earth
- 1969 Sunday Concert (live)
- 1969 Early Lightfoot
- 1969 The Ballad Of The Yarmouth Castle
- 1970 Sit Down Young Stranger (met de hit If you could read my mind en daarnaar hernoemd)
- 1970 The Best Of Gordon Lightfoot
- 1971 Early Lightfoot
- 1971 Summer Side of Life
- 1971 Classic Lightfoot
- 1971 The Gordon Lightfoot Story
- 1972 Don Quixote
- 1972 Old Dan's Records
- 1974 Sundown
- 1975 2 Originals of Gordon Lightfoot
- 1975 Cold on the Shoulder
- 1976 Summertime Dream
- 1976 Early Morning Rain
- 1978 Endless Wire
- 1979 Sundown
- 1979 The World Of Gordon Lightfoot
- 1979 The First Time I Saw Your Face
- 1980 Dream Street Rose
- 1980 Lightfoot!
- 1980 The Way I Feel
- 1980 Did She Mention My Name
- 1980 Back Here On Earth
- 1980 Sunday Concert
- 1980 The Best Of Gordon Lightfoot
- 1982 Shadows
- 1983 Salute
- 1986 East of Midnight
- 1987 If You Could Read My Mind (heruitgave)
- 1993 Waiting for You
- 1994 Sunday Concert (live)
- 1998 A Painter Passing Through
- 2003 Sunday Concert (live)
- 2004 Harmony
- 2012 All Live (live)
- 2020 Solo

### Compilaties
- 1968 Early Lightfoot
- 1970 The Best
- 1971 Classic Lightfoot: The Best of Gordon...
- 1974 The Very Best Of Gordon Lightfoot
- 1975 The Very Best Of Gordon Lightfoot Vol. 2
- 1975 A Lightfoot Collection: Best Of Gordon Lightfoot Vol. 3
- 1975 Gord's Gold
- 1977 Fantastic Gordon Lightfoot Vol. 1
- 1977 Fantastic Gordon Lightfoot Vol. 2
- 1981 The Gordon Lightfoot Collection
- 1981 The Best Of Gordon Lightfoot
- 1985 Songbook (EMI America Records, 1 cd - 16 nummers)
- 1988 Gord's Gold, Vol. 2
- 1989 The Best of Gordon Lightfoot
- 1992 Original Lightfoot
- 1993 The United Artists Collection
- 1994 Lightfoot!/The Way I Feel
- 1999 Songbook (Warner Archives/Rhino, 4 cd's - 88 nummers)
- 2002 Complete Greatest hits
- 2019 The Complete Singles 1970-1980

### Nederlandse Top 40
| Single met eventuele hitnotering(en) in de Nederlandse Top 40 | Datum van verschijnen | Datum van binnenkomst | Hoogste positie | Aantal weken | Opmerkingen |
| ------------------------------------------------------------- | --------------------- | --------------------- | --------------- | ------------ | ----------- |
| If You Could Read My Mind                                     |                       | 06-02-1971            | tip4            | -            |             |
| Sundown                                                       |                       | 03-08-1974            | 16              | 6            |             |
| Carefree Highway                                              |                       | 01-02-1975            | tip22           | -            |             |

### NPO Radio 2 Top 2000
| Nummers met noteringen in de NPO Radio 2 Top 2000 | '99  | '00  | '01  | '02  | '03  | '04  | '05 | '06  | '07 | '08  |
| ------------------------------------------------- | ---- | ---- | ---- | ---- | ---- | ---- | --- | ---- | --- | ---- |
| If you could read my mind                         | 1340 | 1268 | 1361 | 1526 | 1906 | 1945 | -   | 1709 | -   | 1992 |
| Sundown                                           | 1583 | -    | 1321 | 1650 | -    | 1672 | -   | 1930 | -   | -    |

1. ↑  Een '-' betekent dat het nummer niet was genoteerd en een vetgedrukt getal geeft de hoogste notering van een nummer aan.
2. ↑  Deze tabel is bijgewerkt tot en met de laatste editie (2024).

- Bibsys: 3026883
- Biblioteca Nacional de España: XX1000060
- Bibliothèque nationale de France: cb139329372 (data)
- Gemeinsame Normdatei: 122866622
- International Standard Name Identifier: 0000 0000 7839 3327
- Library of Congress Control Number: n88189741
- MusicBrainz: 9d97b077-b28d-4ba8-a3d9-c71926e3b2b6
- Nationale Bibliotheek van Tsjechië: xx0021628
- Nationale bibliotheek van Australië: 61477538
- Nationale Bibliotheek van Israël: 987007342887005171
- Nederlandse Thesaurus van Auteursnamen: 099421798
- Réseau des bibliothèques de Suisse occidentale: 02-A003521299
- SNAC: w65c5dzk
- Virtual International Authority File: 45193918
- WorldCat: E39PBJcBV8wfGrkgGgrx96VXBP